# Les Petites Fugues
Pour plus de détails, voir Fiche technique et Distribution.
Les Petites Fugues est un film suisse d'Yves Yersin, sorti en 1979.

## Synopsis
Pipe est un vieux valet de ferme, employé depuis toujours chez les Dupperrex, dans un petit village du canton de Vaud. Ayant touché pour la première fois sa retraite, il s'offre un vélomoteur. Après avoir péniblement appris à conduire cet engin, il prend goût aux escapades, aux dépens de son travail à la ferme et au grand dam de ses patrons.
Il découvre ainsi sa région, va visiter la chocolaterie Cailler dans laquelle travaille Josiane, la fille de ses patrons, et assiste à un championnat de moto-cross. Il participe à cette occasion à un concours qui lui permet de gagner un appareil photo. Complètement ivre, il cause un accident sur le chemin du retour et est raccompagné à la ferme par les gendarmes. Forcé de renoncer à utiliser son vélomoteur, il le brûle.
Désormais, il utilise son appareil photo pour documenter la vie de la ferme. Une ferme qui connaît une mutation importante, car John, le père, accepte de la transmettre à son fils Alain qui veut la moderniser.

## Fiche technique
Sauf indication contraire, les informations mentionnées dans cette section peuvent être confirmées par la base de données cinématographiques IMDb,  présente dans la section « Liens externes ».
- Réalisateur : Yves Yersin
- Scénariste : Claude Muret et Yves Yersin
- Producteur : Robert Boner et Donat Keusch
- Musique du film : Leon Francioli
- Directeur de la photographie : Robert Alazraki
- Chef décorateur : Jean-Claude Maret[1]
- Montage : Yves Yersin
- Société(s) de production : Film et Vidéo Collectif S.A.,  Filmkollektiv Zürich AG, France 3, Les Films 2000 et Société Suisse de Radiodiffusion et Télévision
- Format : Color (Eastmancolor) - Son mono
- Pays de production : Suisse
- Genre : Comédie dramatique
- Durée : 140 minutes
- Dates de sortie :	
  - Suisse : 27 janvier 1979 (Journées de Soleure)
  - France : 12 septembre 1979

## Distribution
- Michel Robin : Pipe
- Fred Personne : John Duperrey, le patron de Pipe
- Mista Prechac : Rose, la femme de John
- Dore de Rosa : Luigi, le saisonnier italien
- Laurent Sandoz : Alain, le fils de John et Rose
- Fabienne Barraud : Josiane, la fille de John et Rose
- Leo Maillard : Stéphane, le fils de Josiane
- Nicole Vautier,  Marianne
- Yvette Théraulaz : La pompiste
- Jean-Marie Verselle : Un invité
- Maurice Aufair : Le boulanger
- Roland Amstutz  : Le conseiller en gestion

## Accueil

### Box office
Avec 5024 copies, Les Petites Fugues a réalisé 420 736 entrées en Suisse.

### Critique
"Yves Yersin épouse le rythme lent de la campagne pour faire de son film une chronique paysanne d'une grande justesse. Chaque détail, chaque personnage est là pour souligner l'immuabilité de cette vie qui pourtant commence à se lézarder. De plus, au travers de Pipe, le film est une prise de conscience en attendant d'être une révolte. Pipe ne parle guère, il apprend à voir, à regarder autour de lui et ses découvertes nous valent quelques moments savoureux, d'autant que Pipe est interprété par Michel Robin, un acteur d'une extraordinaire subtilité qui compose son personnage avec une sorte de génie. La beauté des paysages, la photo lumineuse, l'intelligence de la mise en scène et des cadrages, le choix judicieux de la musique... font de ce film une parfaite réussite."